# Gary Dighton
Gary John Dighton (* 18. Mai 1968 in Wittlesey oder Bournemouth; † 19. Januar 2015 in Poole) war ein britischer Radrennfahrer und nationaler Meister im Radsport.

## Sportliche Laufbahn
Dighton war Straßenradsportler und Teilnehmer der Olympischen Sommerspiele 1992 in Barcelona. Im Mannschaftszeitfahren kam das britische Team mit Gary Dighton, Stephen Farrell, Matt Illingworth und Peter Longbottom auf den 14. Rang.
1990 gewann er die Jahreswertung British Best All-Rounder (BBAR) für die besten Leistungen im Zeitfahren. 1991 gewann er die nationale Meisterschaft im Einzelzeitfahren über 100 Meilen. 1990 wurde er Vize-Meister hinter Dave Smith, 1991 hinter Chris Boardman. 1989 hatte er den 3. Platz belegt. Er startete für den Verein Manchester Wheelers. 
2015 nahm er sich das Leben.